# Sérine-ARNt ligase
La sérine-ARNt ligase, ou séryl-ARNt synthétase, est une ligase qui catalyse les réactions :
ATP + L-sérine + ARNtSer  {\displaystyle \rightleftharpoons }  AMP + pyrophosphate + L-séryl-ARNtSer ;
ATP + L-sérine + ARNtSec  {\displaystyle \rightleftharpoons }  AMP + pyrophosphate + L-séryl-ARNtSec.
Cette enzyme fixe la sérine, un acide α-aminé protéinogène, sur son ARN de transfert, noté ARNtSer. Elle peut également fixer la sérine sur l'ARN de transfert de la sélénocystéine. Le séryl-ARNtSec n'est pas incorporé dans les protéines naissantes par les ribosomes car il n'est pas reconnu par les facteurs d'élongation cellulaires ; en revanche, c'est un substrat de la sélénocystéine synthase, qui convertit le séryl-ARNtSec en sélénocystéinyl-ARNtSec à l'aide de sélénophosphate SePO33−.